# Galinyó
Galinyó és una masia del municipi de Biosca (Solsonès) que forma part de l'Inventari del Patrimoni Arquitectònic de Catalunya.

## Descripció
És un edifici de quatre façanes i tres plantes. A la façana sud, a la planta baixa hi ha una entrada amb arc adovellat de mig punt. A la dovella central hi posa la data de 1809 i hi ha una porta de fusta de doble batent. A la seva dreta hi ha una entrada rectangular amb porta de fusta de doble batent. A l'esquerra de l'entrada principal, hi ha una petita obertura. A la planta següent, hi ha tres finestres amb llinda de pedra i ampit. A la darrera planta hi ha tres finestres, la del centre amb ampit.
A la façana est, hi ha dues finestres al segon pis. A la façana nord, hi ha dues finestres a la segona planta, i una a la darrera. A la façana oest, hi ha quatre finestres a la segona planta. Hi ha un petit edifici adjunt a la façana la part dreta. La coberta és de dos vessants (Est-Oest), acabada amb teules.
Hi ha un altre edifici de quatre façanes i una sola planta, que actualment serveix per guardar la maquinària i els estris. Té una entrada amb arc escarser a la façana oest, i una altra a la façana est. La coberta és de dos vessants (nord-sud), acabada amb teules. Davant de la façana oest, hi ha un altre edifici de petites dimensions. A cada extrem de la façana sud, surten uns murs on hi ha unes entrades amb arc escarser.